# Andrew Bachelor
Andrew B. Bachelor (ismertebb nevén King Bach) (Toronto, Ontario, 1988. június 26. –) kanadai–amerikai internetes személyiség, színész és tartalomkészítő, aki a legjobban követett felhasználó volt a mostanra megszűnt Vine videomegosztó szolgáltatásban, 11,3 millió követővel.

## Fiatalkora és tanulmányai
Bachelor Torontóban (Ontario), Rexdale szomszédságában született, jamaicai szülei, Ingrid Mourice és Byron Bachelor könyvelők voltak. Van egy húga, Christina. Kétéves volt, amikor családjával a floridai Nyugat-Palm Beach-be költözött. Szigorú szülei keresztény szellemben nevelték.
A Coral Springs Charter általános iskolába és középiskolába járt. Érettségi után beiratkozott a Floridai Állami Egyetemre, ahol magasugróként versenyzett. Utána beiratkozott a New York-i Filmakadémia posztgraduális programjába, de utolsó félévében abbahagyta és Los Angelesbe költözött.

## Pályafutása
A Bachelor 11,3 millió követőt és több mint hatmilliárd loopot szerzett a Vine-on, és ezzel az első helyen áll az alkalmazáson a követők számát tekintve. 2015 márciusában ő lett a Vine legtöbbet követett személye. Bár leginkább a Vine-ról ismert, Bachelor a YouTube-csatornájáról, a BachelorsPadTv-ről is nevezetes. A csatornát és annak videóit több online kiadvány, köztük az FSU News is bemutatta. Bachelor kijelentette, hogy a legtöbb felkérést elutasította, hogy feltölthessen szponzorált videókat a Vine-ra.

## Filmográfia

### Film
| Év   | Magyar cím                               | Eredeti cím                            | Szerep                                 | Magyar hang            | Rendező                     |
| ---- | ---------------------------------------- | -------------------------------------- | -------------------------------------- | ---------------------- | --------------------------- |
| 2015 | Miénk a világ                            | We Are Your Friends                    | Önmaga (cameo)                         | Márkus Sándor          | Max Joseph                  |
| 2016 | A fekete ötven árnyalata                 | Fifty Shades of Black                  | Jesse                                  | Horváth-Töreki Gergely | Michael Tiddes              |
| 2016 |                                          | Meet the Blacks                        | Freezee                                |                        | Deon Taylor (1.)            |
| 2017 |                                          | Grow House                             | Andy                                   |                        | DJ Pooh                     |
| 2017 |                                          | Where's the Money                      | Del Goodlow                            |                        | Scott Zabielski             |
| 2017 |                                          | Angry Angel                            | Leonard                                |                        | David Iserson               |
| 2017 | A góré                                   | Shot Caller                            | Tony (cameo) (stáblistán nem szerepel) | Hám Bertalan           | Ric Roman Waugh (1.)        |
| 2017 | A bébiszitter                            | The Babysitter                         | John                                   | Hamvas Dániel          | McG (1.)                    |
| 2018 | A fiúknak, akiket valaha szerettem       | To All the Boys I've Loved Before      | Greg                                   | Penke Bence            | Susan Johnson               |
| 2018 |                                          | When We First Met                      | Max                                    |                        | Ari Sandel                  |
| 2018 |                                          | Game Over, Man!                        | szállodai vendég (cameo)               |                        | Kyle Newacheck              |
| 2019 | A világ pereme                           | Rim of the World                       | Logan                                  |                        | McG (2.)                    |
| 2019 |                                          | Airplane Mode                          | Önmaga                                 |                        | David Dinetz Dylan Trussell |
| 2020 | A lesza*om lista                         | The F**k-It List                       | Jasper Zim                             | Hamvas Dániel          | Michael Duggan              |
| 2020 | Coffee és Kareem                         | Coffee & Kareem                        | Rodney                                 |                        | Michael Dowse               |
| 2020 | A bébiszitter – A kárhozottak királynője | The Babysitter: Killer Queen           | John                                   | Hamvas Dániel          | McG (3.)                    |
| 2020 | Alkalmi randevú                          | Holidate                               | Neil                                   | Hamvas Dániel          | John Whitesell              |
| 2020 | Greenland – Az utolsó menedék            | Greenland                              | Colin                                  | Dózsa Zoltán           | Ric Roman Waugh (2.)        |
| 2020 | Szerelmek, esküvők és egyéb katasztrófák | Love, Weddings & Other Disasters       | Ritchie kapitány                       | Penke Bence            | Dennis Dugan                |
| 2021 |                                          | The House Next Door: Meet the Blacks 2 | Freezee                                |                        | Deon Taylor (2.)            |
| 2021 | Egynyári barátság                        | Vacation Friends                       | Gabe                                   | Hamvas Dániel          | Clay Tarver                 |
| 2021 |                                          | National Champions                     | Taylor                                 |                        | Ric Roman Waugh (3.)        |
| 2023 | Belső rettegés                           | Fear                                   | Benny                                  |                        | Deon Taylor (3.)            |
| 2023 | Családi cserebere                        | Family Switch                          | Glen                                   |                        | McG (4.)                    |
| 2023 |                                          | Float                                  | Jesse                                  |                        | Sherren Lee                 |

Rövidfilmek
- Angel (2010) – Apa
- The Intruder (2011) – Leo
- Blindfold (2011) – harcos
- SuperCrew (2011) – fiatal Drizzle
- Agent Steele (2012) – Steele
- Facebook Is Not Your Friend (2014) – Sean Groomes
- Dear Santa (2014) – Önmaga
- Sia: Big Girls Cry Parody (2015) – 2Pac
- No Pain No Gain (2015) – Önmaga
- The Last Rep (2015) – Önmaga
- Racist Superman (2018) – fekete Superman
- Superhero Therapy (2018) – Batman
- Cabal (2019) – Nelson
- Miles Ryder (2022) – Miles Ryder
- One Date (2023)
- In Deep (2023)

### Televízió
| Év        | Magyar cím                          | Eredeti cím                         | Szerep           | Megjegyzés                                               |
| --------- | ----------------------------------- | ----------------------------------- | ---------------- | -------------------------------------------------------- |
| 2012      | Gátlástalanok                       | House of Lies                       | Chris            | 4 epizód                                                 |
| 2014–2015 |                                     | Wild 'n Out                         | Önmaga           | 18 epizód                                                |
| 2014–2015 |                                     | The Mindy Project                   | Dr. T.J. Gigak   | 5 epizód                                                 |
| 2014–2015 |                                     | Black Jesus                         | Trayvon          | 21 epizód                                                |
| 2015      |                                     | Key & Peele                         | haver            | 1 epizód                                                 |
| 2015      |                                     | The Soul Man                        | Travis Fontana   | 1 epizód                                                 |
| 2015      | Punk’d – SztÁruló                   | Punk'd                              | Önmaga           | társ-házigazda                                           |
| 2015      |                                     | Resident Advisors                   | Sam Parker       | 7 epizód                                                 |
| 2016      |                                     | TripTank                            | különböző hangok | 1 epizód                                                 |
| 2016      |                                     | Easy                                | Andrew           | 1 epizód                                                 |
| 2017      | A munka hősei                       | Workaholics                         | Colt             | 1 epizód                                                 |
| 2017      | Angie Tribeca – A törvény nemében   | Angie Tribeca                       | Aaron McLaren    | 1 epizód                                                 |
| 2017      |                                     | Dead House                          | Frank Shabazz    | - 6 epizód - forgatókönyvíró - rendező - vezető producer |
| 2020      | The Walking Dead                    | The Walking Dead                    | Bailey           | 1 epizód                                                 |
| 2020      |                                     | The Real Bros of Simi Valley        | Önmaga           | 1 epizód                                                 |
| 2020      |                                     | Home Movie: The Princess Bride      | Vizzini          | 1 epizód                                                 |
| 2020      |                                     | Sneakerheads                        | Bobby            | 6 epizód                                                 |
| 2021      |                                     | Creepshow                           | Jackson          | 1 epizód                                                 |
| 2022      | Feketék fehéren                     | Black-ish                           | Isaiah           | 1 epizód                                                 |
| 2023      |                                     | Dhar Mann                           | Peter            | 1 epizód                                                 |
| 2024      | The Walking Dead: The Ones Who Live | The Walking Dead: The Ones Who Live | Bailey           | 1 epizód                                                 |

### Videójátékok
| Év   | Cím           | Szerep       | Megjegyzés                |
| ---- | ------------- | ------------ | ------------------------- |
| 2018 | Madden NFL 19 | Tito Flavors | Longshot: Homecoming Mode |